# Edoardo Mangiarotti
Edoardo Mangiarotti (Renate, 7 aprile 1919 – Milano, 25 maggio 2012) è stato uno schermidore e dirigente sportivo italiano, specializzato nella spada e nel fioretto.
Vincitore di 13 medaglie olimpiche, di cui 6 d'oro, 5 d'argento e 2 di bronzo, è lo schermidore più titolato della storia, oltre che uno degli sportivi con più medaglie.

## Biografia
Figlio di Giuseppe Mangiarotti, già schermidore di prestigio internazionale che aveva indossato la divisa azzurra alle Olimpiadi di Londra nel 1908 e maestro d'arme che importò in Italia le varianti della scuola francese di scherma. Con i due fratelli, Mario e l'altro olimpionico Dario, crebbe sotto gli insegnamenti paterni presso la Società del Giardino, tempio della scherma milanese.
Ha partecipato a cinque edizioni dei Giochi olimpici fra il 1936 e il 1960, collezionando complessivamente 6 medaglie d'oro, 5 d'argento e 2 di bronzo, che all'epoca costituì il record del maggior numero di medaglie olimpiche per un singolo atleta (13), superando Paavo Nurmi che ne aveva conquistate 12. A tutt'oggi Edoardo Mangiarotti è l'atleta più medagliato della storia dell'Italia ai Giochi olimpici. Per quanto concerne i campionati del mondo sono 26 le medaglie conquistate, delle quali la metà d'oro. Anche nella speciale classifica degli schermidori plurimedagliati ai mondiali risulta l'italiano più vincente di sempre,  superato solo da Valentina Vezzali che ha vinto lo stesso numero di medaglie, ma con più ori.
Si è ritirato dalla scena agonistica dopo le Olimpiadi del 1960 come uno dei più grandi schermidori di spada di tutti i tempi. Mentre, nel fioretto, il migliore assieme al francese Christian d'Oriola, schermidore che nella sua carriera non riuscì mai a sconfiggere.
La sua principale prerogativa era di essere ambidestro, grazie al padre che volle crescerlo mancino come schermidore, questa sua particolarità gli consentiva di cambiare guardia anche all'interno di una stessa competizione.

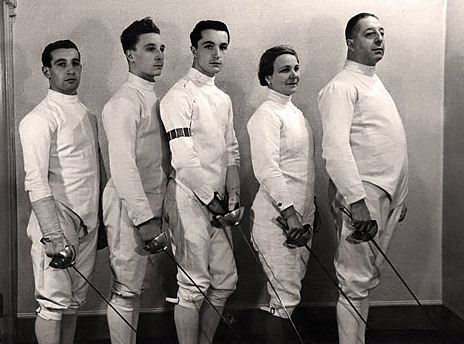
La famiglia Mangiarotti, da sinistra Dario, Mario, Edoardo, Rosetta e Giuseppe

Ha collaborato in qualità di inviato-giornalista per la Gazzetta dello Sport dal 1949 al 1972 occupandosi della rubrica sulla scherma. Nel biennio 1959-1960 ha fatto parte del comitato di gestione della Federazione Italiana Scherma nominato dal CONI insieme a Gastone Darè e Renzo Nostini. Nel 1966 ha pubblicato un libro intitolato La vera scherma, scritto a quattro mani con Aldo Cerchiari. Nel 1981 è stato insignito dal Comitato Olimpico Internazionale dell'ordine olimpico di bronzo per l'anno 1977 e nel 1998 gli è stata conferita la massima onorificenza italiana dall'allora Presidente della repubblica Oscar Luigi Scalfaro che lo ha nominato Cavaliere di Gran Croce.
È stato membro d'onore del consiglio federale della Federazione Italiana Scherma e della Fédération Internationale d'Escrime. Dal 1980 al 1984 ha ricoperto la carica di segretario generale della FIE, della quale ha pure presieduto la commissione di disciplina. È stato inoltre presidente dell'unione nazionale veterani dello sport e dell'associazione medaglie d'oro al valore atletico. In virtù dei suoi ruoli, tra la fine degli anni 1990 e l'inizio degli anni 2000 si impegnò affinché lo Stato italiano accordasse un sostegno agli sportivi agonisti trovatisi in situazione di grave disagio economico: il risultato fu conseguito nel 2003 con l'approvazione della legge Giulio Onesti, che ha istituito un sistema di vitalizi proprio a tale scopo.
Anche la figlia Carola è stata una tiratrice di scherma che ha rappresentato l'Italia alle Olimpiadi, partecipando a quelle di Montréal nel 1976 e di Mosca nel 1980.
Condivise col marciatore Ugo Frigerio, lo sciatore Gustav Thöni e lo slittinista Paul Hildgartner il privilegio di essere stato selezionato per due volte come alfiere dell'Italia in una cerimonia d'apertura delle Olimpiadi, avendo portato il tricolore sia a Melbourne nel 1956, sia a Roma nel 1960. 
Morì nella sua casa nel centro di Milano il 25 maggio 2012 all'età di 93 anni.
Riposa al Cimitero Monumentale di Milano, ed è stato iscritto al Famedio del medesimo cimitero.

### Tecnica
È stato l'unico mancino di una famiglia di schermidori.

## Palmarès
In carriera ha ottenuto i seguenti risultati:
Giochi olimpici
Individuale
- Oro nella spada a Helsinki 1952
- Argento nel fioretto a Helsinki 1952
- Bronzo nella spada a Londra 1948
- Bronzo nella spada a Melbourne 1956

A squadre
- Oro nella spada a Berlino 1936
- Oro nella spada a Helsinki 1952
- Oro nel fioretto a Melbourne 1956
- Oro nella spada a Melbourne 1956
- Oro nella spada a Roma 1960
- Argento nel fioretto a Londra 1948
- Argento nella spada a Londra 1948
- Argento nel fioretto a Helsinki 1952
- Argento nel fioretto a Roma 1960

Mondiali
Individuale
- Oro nella spada a Stoccolma 1951
- Oro nella spada a Lussemburgo 1954
- Argento nella spada a Piešťany 1938
- Argento nel fioretto a Stoccolma 1951
- Argento nel fioretto a Bruxelles 1953
- Argento nel fioretto a Lussemburgo 1954
- Argento nella spada a Filadelfia 1958
- Bronzo nel fioretto a Lisbona 1947
- Bronzo nel fioretto a Il Cairo 1949

A squadre
- Oro nella spada a Parigi 1937
- Oro nel fioretto a Il Cairo 1949
- Oro nella spada a Il Cairo 1949
- Oro nel fioretto a Montecarlo 1950
- Oro nella spada a Montecarlo 1950
- Oro nella spada a Bruxelles 1953
- Oro nel fioretto a Lussemburgo 1954
- Oro nella spada a Lussemburgo 1954
- Oro nel fioretto a Roma 1955
- Oro nella spada a Roma 1955
- Oro nella spada a Filadelfia 1958
- Argento nel fioretto a Stoccolma 1951
- Argento nella spada a Stoccolma 1951
- Argento nel fioretto a Bruxelles 1953
- Bronzo nella spada a Piešťany 1938
- Bronzo nella spada a Lisbona 1947
- Bronzo nel fioretto a Filadelfia 1958

Giochi del Mediterraneo
Individuale
- Argento nel fioretto a Barcellona 1955
- Bronzo nel fioretto ad Alessandria d'Egitto 1951

A squadre
- Oro nel fioretto ad Alessandria d'Egitto 1951
- Oro nella spada ad Alessandria d'Egitto 1951
- Argento nel fioretto a Barcellona 1955
- Argento nella spada a Barcellona 1955

Universiadi
Individuale
- Oro nel fioretto a Parigi 1947

A squadre
- Oro nel fioretto a Parigi 1947
- Oro nella spada a Parigi 1947

Campionati italiani
Individuale
- Oro nella spada nel 1947
- Oro nella spada nel 1950
- Oro nel fioretto nel 1951
- Oro nel fioretto nel 1954
- Oro nella spada nel 1955
- Oro nel fioretto nel 1951
- Oro nel fioretto nel 1957

A squadre

## Pubblicazioni
- La vera scherma, coautore Aldo Cerchiari, Milano, Longanesi, 1966

## Riconoscimenti
- Nel maggio 2015, una targa a lui dedicata fu inserita nella Walk of Fame dello sport italiano a Roma, riservata agli ex-atleti italiani che si sono distinti in campo internazionale.[12][13]